# Claudia Carta
Claudia Carta (Sassari, 15 dicembre 1990) è una calciatrice italiana, difensore o centrocampista della Torres, di cui è capitano.

## Carriera
Fa il suo debutto internazionale l'8 dicembre 2014, in occasione della partita di andata dei sedicesimi di finale della UEFA Women's Champions League 2014-2015, nell'incontro giocato allo Športni park Lendava di Lendava, Slovenia e vinto per 4-2 dalla Torres sul Pomurje; nell'occasione rileva a tempo oramai scaduto Sabrina Marchese.
Nell'estate 2016 decide di sottoscrivere un accordo con la nuova realtà societaria della Torres femminile, per giocare in Serie C regionale, sotto la guida del mister Tore Arca della società storica, la stagione entrante nel ruolo di esterno sinistro. Al primo campionato la caratura tecnica della squadra si rivela nettamente superiore alle avversarie riuscendo a guadagnare matematicamente la promozione in Serie B già dal febbraio 2017.